# عمارة كويتية

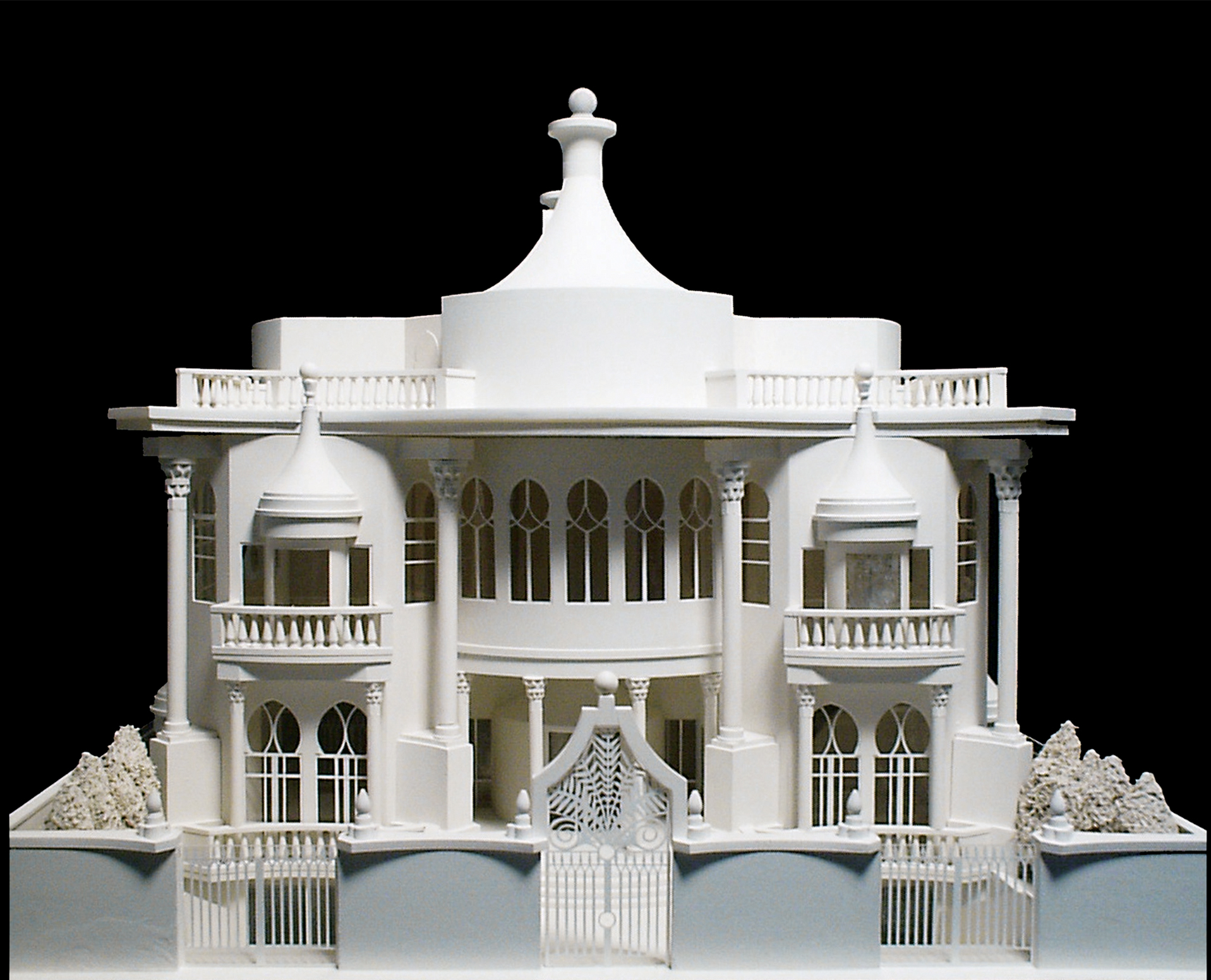
فيلا عرب نوفو، الكويت

تحتوي الكويت على العديد من المظاهر العمرانية العصرية والمباني والأبراج الشاهقة ومجمعات التسوق الضخمة شيّدت على أحدث طراز. يتوسط مدينة الكويت برج التحرير الذي توقف بناءه أثناء الغزو العراقي للكويت سنة 1990 وبعد التحرير تم إكمال البناء والانتهاء منه في عام 1996 وتمت تسميته بهذا الاسم نسبة لمناسبة تحرير الكويت من الغزو العراقي. وقد صنف برج التحرير عالميًا على أنه خامس أعلى برج على مستوى العالم آنذاك، أما اليوم فأصبح ترتيبه الحادي عشر كأعلى برج في العالم، ويستخدم معظم البرج من قبل وزارة المواصلات وبعض شركات الاتصالات، كما تم افتتاح مقر الحكومة مول به. ويفتح للزوار مرة واحده في السنة لزيارته ومشاهدة الكويت من قمته، وغالبًا ما تكون تلك الفترة خلال شهر فبراير.
ومن رموز الكويت وعلى سواحلها تقع أبراج الكويت و التي تتألف من ثلاثة أبراج على ساحل الخليج العربي في مدينة الكويت في منطقة تسمى رأس عجوزة، صممت من قبل مكتب ليندستورم الهندسي في السويد ونفذت من قبل شركة انيرجوبروجيكت اليوغوسلافية حيث تم بنائها في عام 1975 وتم افتتاحها رسميا في 1 مارس من عام 1979، ويصل ارتفاع البرج الرئيسي إلى 187 مترا ويتكون من كرتين، السفلى تضم مطاعم والعليا قاعة وجبات خفيفة تتضمن مراقيب لمشاهدة مدينة الكويت، ويبلغ طول البرج الثاني 145.8 متر ويستخدم كمخزن للماء، والثالث مكمل لهم. تعتبر من أبرز معالم الكويت.
وقد أدى قرار بلدية الكويت المتعلق بالسماح بزيادة نسبة البناء إلى 400 في المئة للفترة ما بين (2002 2005) إلى حدوث طفرة عمرانية غيرت شكل مدينة الكويت وأدت إلى بناء عشرات الأبراج التجارية وناطحات السحاب. أطول هذه الأبراج هو برج الحمراء بارتفاع 412 مترا، و يعد برج الحمراء أطول وأول ناطحة سحاب منحوتة في العالم، وأطول مباني مدينة الكويت بارتفاع يبلغ 414 متر. حصل البرج على عدد من الجوائر حتى قبل اكتمال المشروع، منها جائزتا أفضل مشروع ناطحة سحاب وأفضل مشروع تحت الإنشاء لعام 2008، وذلك في مسابقه «MIPIM»، وكذلك جائزه أفضل تصميم من «American architecture awards» في عام 2008.
كما يوجد عدد من المراكز التجارية الضخمة ذات الواجهة والعمران الحديث والعصري مثل الأفنيوز ومارينا مول والكوت وسوق شرق ومجمع 360 وغيرهم. بالإضافة لوجود المسجد الكبير الضخم والذي تم افتتاحه عام 1986 بناء على توجيهات من الشيخ جابر الأحمد الصباح، وكلف بنائه 14 مليون دينار كويتي، وقد صمم على الطراز الأندلسي الفاخر، على يد المصمم الدكتور محمد صالح مكية.